# فرماندار کل پاکستان
فرماندار کل پاکستان (اردو: گورنر جنرل پاکستان), نمایندهٔ مملکت پاکستان از سال ۱۹۴۷ که کشور از بریتانیا جدا شد، بود. از سال ۱۹۵۶ این جایگاه منسوخ شد.

## کلید
|  | حزب                    |
|  | ---------------------- |
|  | Pakistan Muslim League |
|  | Republican Party       |
|  | مستقل                  |

## فهرست فرمانداران
| شماره | عکس | نام (زاده-درگذشته)              | پذیرش پست       | ترک پست                          | حزب | حزب                    |
| ----- | --- | ------------------------------- | --------------- | -------------------------------- | --- | ---------------------- |
| ۱     |     | محمد علی جناح (۱۸۷۶–۱۹۴۸)       | ۱۵ اوت ۱۹۴۷     | ۱۱ سپتامبر ۱۹۴۸ (در دفتر درگذشت) |     | Pakistan Muslim League |
| ۲     |     | خواجه ناظم‌الدین (۱۸۹۴–۱۹۶۴)     | ۱۴ سپتامبر ۱۹۴۸ | ۱۷ اکتبر ۱۹۵۱ (نخست‌وزیر شد)      |     | Pakistan Muslim League |
| ۳     |     | Sir Ghulam Muhammad (۱۸۹۵–۱۹۵۶) | ۱۷ اکتبر ۱۹۵۱   | ۷ اوت ۱۹۵۵ (dismissed)           |     | مستقل                  |
| ۴     |     | اسکندر میرزا (۱۸۹۹–۱۹۶۹)        | ۷ اوت ۱۹۵۵      | ۲۳ مارس ۱۹۵۶ (رئیس جمهور شد)     |     | Republican Party       |